# John Henry Mackay
John Henry Mackay (n. 6 februarie 1864, Greenock⁠(d), Scoția, Regatul Unit al Marii Britanii și Irlandei – d. 16 mai 1933, Berlin, Germania Nazistă) a fost un gânditor și scriitor anarhism egoist⁠(d) scoțiano-german. Născut în Scoția și crescut în Germania, Mackay a fost autorul cărților Die Anarchisten (Anarhiștii, 1891) și  (Căutătorul libertății, 1921).